# 6962 Summerscience
6962 Summerscience este un asteroid din centura principală de asteroizi.

## Descriere
6962 Summerscience este un asteroid din centura principală de asteroizi. A fost descoperit pe 22 iulie 1990 la Observatorul Palomar de Eleanor Francis Helin. Asteroidul prezintă o orbită caracterizată de o semiaxă mare de 2,29 ua, o excentricitate de 0,15 și o înclinație de 6,7° în raport cu ecliptica.